# Mount Van Valkenburg
Mount Van Valkenburg är ett berg i Antarktis. Det ligger i Västantarktis. Inget land gör anspråk på området. Toppen på Mount Van Valkenburg är 1 165 meter över havet.
Terrängen runt Mount Van Valkenburg är lite kuperad. Trakten är obefolkad. Det finns inga samhällen i närheten.